# Baby cruising Love/マカロニ
「Baby cruising Love／マカロニ」（ベイビー・クルージング・ラブ／マカロニ）は、日本のテクノポップユニット・Perfumeの6枚目のシングル。2008年1月16日に徳間ジャパンコミュニケーションズから発売された。規格品番は初回限定盤がTKCA-73310、通常盤がTKCA-73315。

## 解説
初の両A面シングル。初回限定盤は「Baby cruising Love」のビデオクリップを収録したDVDとの2枚組。初回盤にはメンバーそれぞれの直筆サイン入りCDが各50枚、メンバー3人の直筆サイン入りCDが50枚、合計で200枚の直筆サインが入っており、このサイン入りCDの購入者から抽選で選ばれた3名には、同年2月12日に行われたライブの楽屋招待権が贈呈された。タワーレコード発売分の初回盤は、同社とナイキジャパンの共同キャンペーン「MY MUSIC, MY FORCE.」の一環で、3人がナイキのスニーカー「コートフォース」を手にした姿をモチーフにしたスリーブジャケットに封入されて販売された。
本作は、「『LOVE』をテーマとした恋物語」をコンセプトにして中田ヤスタカが書き下ろした作品である。
「Baby cruising Love」のビデオクリップはダンスと歌唱を前面に押し出した演出が反映されている。一方「マカロニ」のビデオクリップは8mmフィルムを使用し、終始屋外で撮影された映像を用いられている。3人はこれを「彼氏目線から見た3人」と表現している。アルバム『GAME』初回限定盤に付属するDVDには、オリジナルフルバージョンの他に、メンバーがそれぞれ終始単独で出演するバージョンも収録されている。

## 収録曲

### CD
| 全作詞・作曲: 中田ヤスタカ（編曲含む）。 |                                                  |                           |                           |      |
| #                                        | タイトル                                         | 作詞                      | 作曲・編曲                | 時間 |
| 1.                                       | 「Baby cruising Love」                           | 中田ヤスタカ （編曲含む） | 中田ヤスタカ （編曲含む） | 4:42 |
| 2.                                       | 「マカロニ」                                     | 中田ヤスタカ （編曲含む） | 中田ヤスタカ （編曲含む） | 4:40 |
| 3.                                       | 「Baby cruising Love 〜Original Instrumental〜」 | 中田ヤスタカ （編曲含む） | 中田ヤスタカ （編曲含む） | 4:40 |
| 4.                                       | 「マカロニ 〜Original Instrumental〜」           | 中田ヤスタカ （編曲含む） | 中田ヤスタカ （編曲含む） | 4:37 |
| 合計時間:                                | 合計時間:                                        | 18:39                     |                           |      |

### DVD (初回限定盤のみ)
1. Baby cruising Love -Video Clip-

### タイアップ
1. Baby cruising Love
日本テレビ系「音楽戦士 MUSIC FIGHTER」2月度POWER PLAY
テレビ愛知系『a-ha-N varie』2008年2月度エンディングテーマ
2. マカロニ
日本テレビ系「歌スタ!!」1月の「お題歌」